# Cleora compectinata
Cleora compectinata là một loài bướm đêm trong họ Geometridae.